# Antoninus von Rom
Antoninus von Rom ist ein von Johann Evangelist Stadler in seinem Heiligenlexikon (1858) verzeichneter Märtyrer der Diokletianischen Christenverfolgung: „S. Antoninus (26. Apr.) ein Martyrer zu Rom im Jahre 304.“ Im Artikel über Marcellinus erwähnen die Herausgeber des Stadler’sche Heiligenlexikons die ihres Erachtens unglaubwürdige Überlieferung, dieser Bischof von Rom „habe aus Uebereilung und Schwäche den Götzen geopfert und sich darauf, nachdem die Leugnung nichts nützte, reumüthig vor einer großen Synode zu Sinuessa dieser Sünde angeklagt, worauf er zugleich mit den hhl. Claudius, Quirinus und Antoninus durch Diocletian sei enthauptet worden.“ Während die Akten der Synode von Sinuessa als  Fälschung gelten, findet sich der Martyriumsbericht in der Epitome Feliciana des Liber Pontificalis, d. h. in einer Quelle des frühen 6. Jahrhunderts, in folgender Form: „In dieser Zeit, als die große Verfolgung wütete und 16.000 Christen beiderlei Geschlechts das Leben kostete, wurde auch Marcellinus zum heidnischen Altar geführt, um Weihrauch zu opfern; und er tat dies. Als er kurze Zeit danach seinen Abfall bereute, wurde er zusammen mit Claudius, Quirinus und Antoninus mit dem Martyrium gekrönt. Ihre Leiber lagen 26 Tage unbeerdigt, bis der Priester Marcellus sie barg und an der Via Salaria beisetzte, in einem Cubiculum, welches bis auf den heutigen Tag ‚offen steht‘, in der Krypta neben dem Leichnam des hl. Crescentio. Diese Bestattung geschah am 25. April.“

## Darstellung
In der Kirche San Clemente in Rom wird er in einem etwa 1100 erstellten Fresko als junger Kleriker mit Stola dargestellt. Andere Darstellungen zeigen ihn mit Tunika.